# Anna Rossinelli

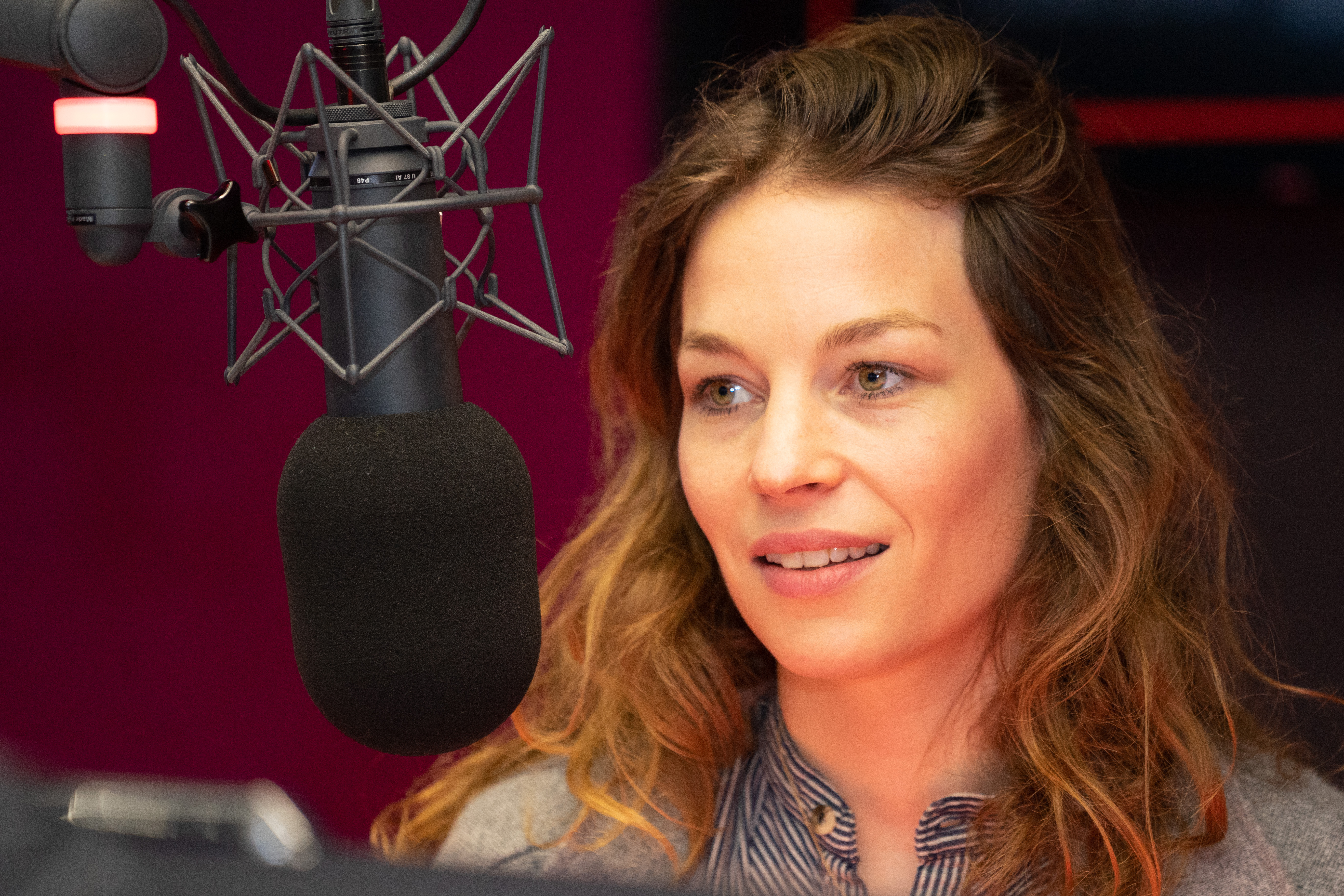
Anna Rossinelli bei Radio Pilatus (2019)

Anna Rossinelli (* 20. April 1987 in Basel) ist eine Schweizer Singer-Songwriterin und Schauspielerin.

## Leben
Im April 1987 wurde Anna Rossinelli in Basel geboren. Ihre erste Bühnenerfahrung machte sie im Alter von 13 Jahren. Ein Jahr später gründete sie ihre erste A-cappella-Band und es folgten Auftritte mit verschiedenen weiteren Bands. Mit 16 Jahren ging sie für drei Jahre an die allgemeine Jazzschule Basel, wo sie neben Gesang, Musiktheorie und Gehörbildung auch Klavierunterricht nahm. 2010 verbrachte Rossinelli mit Georg Dillier zur musikalischen und sprachlichen Weiterbildung ein halbes Jahr in New York.
Neben ihrer musikalischen Ausbildung absolvierte Rossinelli eine Lehre als Fachfrau Betreuung, Fachrichtung Behindertenbetreuung. Sie arbeitete als Model für Unterwäsche des Labels Tarzan sowie als Kellnerin und betrieb in einem Basler Schwimmbad am Rhein den Kiosk.
Rossinelli war zwölf Jahre mit Georg Dillier zusammen, dem Bassisten der Band. Sie trennten sich 2015, machen jedoch weiterhin gemeinsam Musik in der Band.
In der dritten Staffel der Sendung The Voice of Switzerland, die vom 27. Januar bis 6. April 2020 ausgestrahlt wurde, war sie einer der vier Coaches. In der Fernsehserie Tschugger, eine Krimiparodie aus den Jahren 2021/2022 von SRF, spielt Rossinelli die Rolle der Bundespolizistin Annette Brotz.
Rossinelli nahm als Sängerin an der 4. Staffel der Fernsehsendung Sing meinen Song – Das Schweizer Tauschkonzert teil, die vom 8. März bis 26. April 2023 ausgestrahlt wurde.

## Musik
Im Herbst 2008 formierte sich das Pop-Soul-Trio Anne Claire mit Anna Rossinelli als Sängerin, dem Gitarrist und Schlagzeuger Manuel Meisel (* 1983 in Basel) und dem Bassist Georg Dillier (* 1982 in Basel). Das Trio machte eine Strassenmusik-Tour durch Europa und nennt sich seit 2010 Anna Rossinelli.
Im September 2023 erschien ihr Album Mother. Es stehe dafür, was eine Frau alles sein kann. Dazu gehöre auch die Möglichkeit, nicht Mutter zu werden.

### Eurovision Song Contest

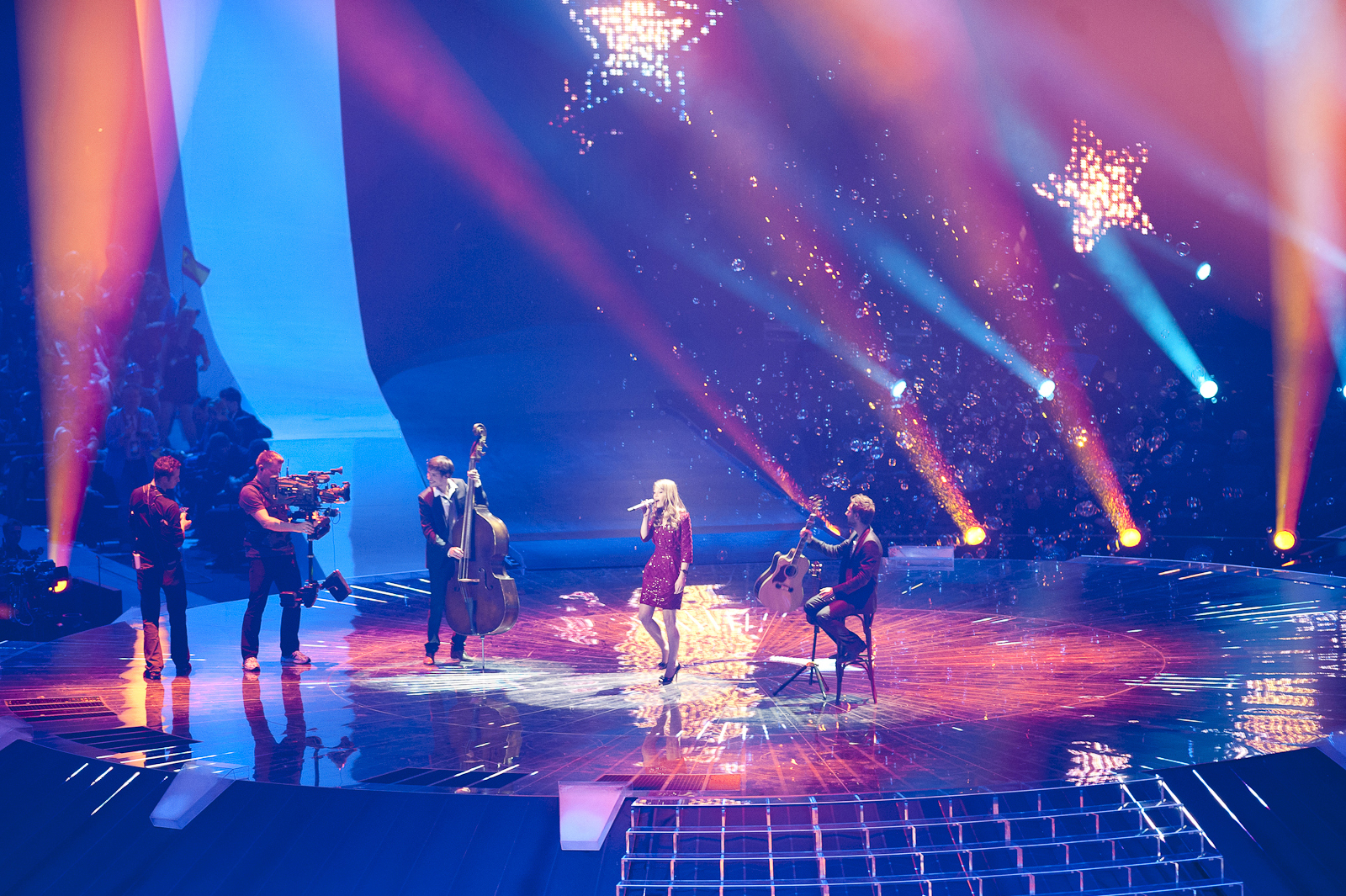
Rossinelli mit ihrer Band beim Eurovision Song Contest

Für die Vorausscheidung des Schweizer Fernsehens für den Startplatz der Schweiz am Eurovision Song Contest 2011 in Düsseldorf bewarb sich Rossinelli mit der Ballade In Love for a While (Text und Musik: David Klein). Sie schaffte den Sprung in die Entscheidungsshow am 11. Dezember 2010 in Kreuzlingen, wo sie sich gegen elf Konkurrenten durchsetzte. Vor der Show galt sie bei den Experten als Aussenseiterin. Während der Sendung erhielt sie von der Jury jedoch die besten Kritiken.
Am 10. Mai 2011 trat sie beim Song Contest in Düsseldorf im ersten Halbfinale an. Zum ersten Mal seit 2006 gelang es einem Beitrag aus der Schweiz in das Finale des Wettbewerbs vorzustoßen. Dort landete Rossinelli, die gemeinsam mit ihrer Band auftrat, jedoch auf dem 25. und damit letzten Platz. Der Beitrag erhielt 19 Punkte.

## Diskografie

### Alben
| Jahr | Titel              | Höchstplatzierung, Gesamtwochen, AuszeichnungChartsChartplatzierungen (Jahr, Titel, Platzierungen, Wochen, Auszeichnungen, Anmerkungen) | Anmerkungen                              |
| Jahr | Titel              | CH | Anmerkungen                              |
| ---- | ------------------ | --- | ---------------------------------------- |
| 2011 | Bon voyage         | CH10 (10 Wo.)CH | Erstveröffentlichung: 9. Dezember 2011   |
| 2013 | Marylou            | CH1 (9 Wo.)CH | Erstveröffentlichung: 3. Mai 2013        |
| 2014 | Marylou Two        | CH7 (8 Wo.)CH | Erstveröffentlichung: 4. Februar 2014    |
| 2015 | Takes Two to Tango | CH7 (9 Wo.)CH | Erstveröffentlichung: 27. November 2015  |
| 2019 | White Garden       | CH1 (7 Wo.)CH | Erstveröffentlichung: 18. Januar 2019    |
| 2023 | Mother             | CH3 (3 Wo.)CH | Erstveröffentlichung: 22. September 2023 |

### Singles
| Jahr | Titel Album                    | Höchstplatzierung, Gesamtwochen, AuszeichnungChartsChartplatzierungen (Jahr, Titel, Album, Platzierungen, Wochen, Auszeichnungen, Anmerkungen) | Anmerkungen                           |
| Jahr | Titel Album                    | CH | Anmerkungen                           |
| ---- | ------------------------------ | --- | ------------------------------------- |
| 2011 | In Love for a While –          | CH3 (4 Wo.)CH | Erstveröffentlichung: 11. März 2011   |
| 2013 | Let It Go Marylou              | CH26 (7 Wo.)CH |                                       |
| 2014 | Shine in the Light Marylou Two | CH4 (8 Wo.)CH |                                       |
| 2019 | Hold Your Head Up White Garden | CH88 (1 Wo.)CH | Erstveröffentlichung: 5. Oktober 2018 |

Weitere Singles
- 2021: Forevermore
- 2015: Bang Bang Bang
- 2023: Mother

### Gastbeiträge
| Jahr | Titel Album             | Höchstplatzierung, Gesamtwochen, AuszeichnungChartsChartplatzierungen (Jahr, Titel, Album, Platzierungen, Wochen, Auszeichnungen, Anmerkungen) | Anmerkungen                                                       |
| Jahr | Titel Album             | CH | Anmerkungen                                                       |
| ---- | ----------------------- | --- | ----------------------------------------------------------------- |
| 2020 | Victoria Line Unplugged | CH19 Platin · (8 Wo.)CH | Erstveröffentlichung: 3. April 2020 Pegasus feat. Anna Rossinelli |

Weitere Gastbeiträge:
- 2021: Letters From Nowhere (NOTI feat. Anna Rossinelli und Sam Himself)